# Eisenstein in Guanajuato
Eisenstein in Guanajuato (of Que viva Eisenstein!) is een Nederlands-Mexicaans-Fins-Belgische film uit 2015, geschreven en geregisseerd door Peter Greenaway. De film ging in première op 11 februari op het Internationaal filmfestival van Berlijn in de competitie voor de Gouden en Zilveren Beer.

## Verhaal
In 1931 reist de Sovjet-Russische filmregisseur Sergej Eisenstein naar Guanajuato in Mexico om zijn film "Que viva México" op te nemen. Hij komt in de problemen met zijn Amerikaanse geldschieter, de schrijver Upton Sinclair en gefascineerd door de omgang met leven en dood in Mexico begint hij over zijn eigen land en het Stalinistisch regime na te denken. Hij evolueert van conceptuele filmmaker naar een artiest, geïnteresseerd in het menselijke welzijn.

## Rolverdeling
| Acteur         | Personage           |
| -------------- | ------------------- |
| Elmer Bäck     | Sergej Eisenstein   |
| Luis Alberti   | Palomino Cañedo     |
| Rasmus Slatis  | Grisha Alexandrov   |
| Jakob Öhrman   | Eduard Tisse        |
| Maya Zapata    | Concepción Cañedo   |
| Lisa Owen      | Mary Craig Sinclair |
| Stelio Savante | Hunter Kimbrough    |